# Pleurotrocha channa
Pleurotrocha channa är en hjuldjursart som beskrevs av Myers 1933. Pleurotrocha channa ingår i släktet Pleurotrocha och familjen Notommatidae. Inga underarter finns listade i Catalogue of Life.